# Fakirs
Fakirs est le troisième roman d'Antonin Varenne, publié en 2009, après Le Fruit de vos entrailles (2006) et Le Gâteau mexicain (2008). C'est un « polar » contemporain français, qu'on peut considérer comme un roman policier ou comme un roman noir. Il a d'abord été publié aux Éditions Viviane Hamy. C'est le premier roman d'Antonin Varenne publiquement récompensé : il a remporté Le Prix Michel-Lebrun, le Prix Sang d'encre et le prix du meilleur Polar de Points. 

## Résumé
Le lieutenant Guérin et son adjoint Lambert travaillent dans ce service de police peu reluisant qu'on appelle « Les Suicides ». Ils enquêtent sur les anomalies de l'un d'entre eux quand John, troisième protagoniste, ancien universitaire américain désormais reclus dans la campagne française, apprend que son meilleur ami Alan, qui exerce le métier de fakir à Paris, s'est tué sur scène. C'est John qui part sur les traces de son ami et mène l'enquête principale du roman, bien qu'il ne soit pas policier . Ce n'est pourtant pas une si grande surprise puisque Alan a déjà fait l'objet de ses recherches autrefois, au cours d'une thèse sur les conséquences comportementales de la torture chez les bourreaux et les victimes. Il a étudié le lien entre le passé militaire d'Alan et son métier masochiste :
« Tout se passe comme si le bourreau laissait à sa victime le soin de poursuivre son anéantissement. […] Sera en conséquence abordée la question de savoir s'il existe d'autres formes de torture qu'une torture institutionnalisée. Nous verrons clairement que non ; au sens du suicide, tel qu'il fut choisi comme objet d'étude par les sociologues, la torture est un fait social. » (John P. Nichols, citation en épigraphe)
Autrement dit, ce n'est pas parce qu'il n'y a que des suicides dans cette histoire qu'il n'y a pas lieu de chercher des responsables.
« Je ne crois pas aux accidents. Ni aux suicides. J'enquête sur des meurtres. » (lieutenant Guérin)
Ces deux personnages-là, John et Guérin, se retrouvent parce qu'ils sont persuadés que le suicide est toujours le déguisement d'une persécution et que par conséquent, chaque mort, toutes les morts, méritent une enquête...
« Il fit rouler les feuilles sous ses gros doigts, impressionné par la quantité de mots, étonné que l'on puisse écrire un truc aussi long pour dire, au fond, que l'homme était un tas de boue dont il fallait se méfier. »

## Personnages

### Le lieutenant Guérin
Célibataire quadragénaire, qui vit avec un perroquet dépressif, il a été relégué il y a quelques années au service des Suicides, bien qu'il soit brillamment diplômé de l'École supérieure des officiers. Il est peu apprécié au sein de la police à cause de sa personnalité étrange et de ses tendances au délire. Sa hiérarchie a tout fait pour le "virer" mais n'a pas réussi à obtenir de diagnostic physique ou mental qui vaille un licenciement, alors on le maintient aux Suicides. Son obsession personnelle et professionnelle, c'est de croire que "tout est lié".

### Lambert
C'est l'adjoint de Guérin, un "demeuré notoire" selon ce dernier, d'une obéissance exemplaire et visiblement apeuré par le monde de la police. 

### John P. Nichols
John est un ancien universitaire californien. Il s'est lié d'amitié avec Alan, un jeune fakir qui faisait des démonstrations sur les plages de Venice au moment où il s'est spécialisé en psychologie comportementale puis a produit une thèse sur la torture dans la guerre d'Irak et ses conséquences comportementales, qui lui a posé beaucoup de problèmes dans le monde scientifique et politique américain. Il a donc suivi Alan en France et s'est installé sur un terrain qui appartient à sa famille dans le Lot pour y vivre paisiblement, jusqu'à la mort de son ami... 

### Alan Mustgrave
Personnage absent de l'histoire, puisqu'il est déjà mort au commencement du roman, il n'en est pas moins important. Après avoir servi l'armée américaine dans la Guerre du Golfe en Irak, cet homosexuel héroïnomane s'est fait fakir en Californie puis à Paris. C'est un personnage qui est toujours resté mystérieux même pour son meilleur ami John et qui, à cause de son passé, n'est pas à l'abri de soucis politiques...

### Bunker
Bunker est un ancien taulard logé par la Croix-Rouge dans une vieille cabane au cœur d'un espace vert. Il a fait de la prison à plusieurs reprises pour braquages et veille désormais à finir sa vie tranquillement. Mais devant sa cabane, un matin, il découvre John, endormi sur le gazon...

## Accueil de l'œuvre
Ce livre a été reçu comme le premier livre remarquable d'Antonin Varenne. Il a remporté le Prix Sang d'encre 2009 lors du festival du même nom à Vienne, qui a déjà récompensé des auteurs comme Dominique Manotti, Fred Vargas ou Franck Thilliez. Il est la même année lauréat du Prix Michel-Lebrun. Les lecteurs applaudissent aussi ce roman en lui décernant le Prix du Meilleur Polar des lecteurs de Point. Ce roman s'est également distingué dans le monde des blogs littéraires par de nombreux échanges et commentaires,,. Cet intérêt lui a valu d'acquérir une reconnaissance dans les médias, au travers de rencontres ou dans des journaux nationaux comme Le Monde ou L'Express.

## Éditions
- Antonin Varenne, Fakirs, Éditions Viviane Hamy, Collection Chemins Nocturnes, 2009
- Antonin Varenne, Fakirs, Éditions Points, Points Policiers, 2009

## Articles
- La page de l'œuvre sur le site des Éditions Viviane Hamy
- Article de L'Express sur Fakirs
- Article de Le Monde sur Fakirs
- Les Échos, Entretien avec Antonin Varenne sur Fakirs